# Gran Premio motociclistico della Germania Est 1967
Il Gran Premio motociclistico della Germania Est 1967 fu il settimo appuntamento del motomondiale 1967.
Si svolse il 16 luglio 1967 al Sachsenring di Hohenstein-Ernstthal e vide la vittoria di Giacomo Agostini nella Classe 500, di Mike Hailwood nella Classe 350, di Phil Read nella Classe 250 (con Hailwood ritirato) e di Bill Ivy nella Classe 125.
Durante le prove, Werner Daubitz muore a causa di un incidente.

## Classe 500
Furono 28 i piloti presenti al via e di essi 15 vennero classificati al termine della gara.

### Arrivati al traguardo
| Pos | Pilota           | Moto               | Tempo       | Punti |
| --- | ---------------- | ------------------ | ----------- | ----- |
| 1   | Giacomo Agostini | MV Agusta          | 1:00:34.000 | 8     |
| 2   | John Hartle      | Metisse            | +1 giro     | 6     |
| 3   | Jack Findlay     | Matchless-McIntyre | +1 giro     | 4     |
| 4   | John Dodds       | Norton             | +1 giro     | 3     |
| 5   | Rodney Gould     | Norton             | +1 giro     | 2     |
| 6   | Dan Shorey       | Norton             | +1 giro     | 1     |
| 7   | Billie Nelson    | Norton             |             |       |
| 8   | Chris Conn       | Norton             |             |       |
| 9   | Steve Spencer    | Norton             |             |       |
| 10  | Gyula Marsovszky | Matchless          |             |       |
| 11  | Godfrey Nash     | Norton             |             |       |
| 12  | Bosse Granath    | Matchless          |             |       |
| 13  | Keith Turner     | Matchless          |             |       |
| 14  | Jack Saunders    | Matchless          |             |       |
| 15  | Hannu Kuparinen  | Matchless          |             |       |

### Ritirati
| Pilota           | Moto      | Motivo ritiro      |
| ---------------- | --------- | ------------------ |
| Karl Hoppe       | Matchless |                    |
| Fritjof Eccarius | Matchless |                    |
| Lewis Young      | Matchless |                    |
| Eric Hinton      | Norton    |                    |
| Stuart Morin     | Norton    |                    |
| John Cooper      | Norton    |                    |
| Karoly Berek     | Norton    |                    |
| Joe Dunphy       | Norton    |                    |
| Kel Carruthers   | Metisse   |                    |
| Fred Stevens     | Paton     |                    |
| Jourko Ryhänen   | Matchless |                    |
| Malcolm Stanton  | Norton    |                    |
| Mike Hailwood    | Honda     | problemi al cambio |

## Classe 350

### Arrivati al traguardo
| Pos | Pilota            | Moto              | Tempo       | Punti |
| --- | ----------------- | ----------------- | ----------- | ----- |
| 1   | Mike Hailwood     | Honda             | 1:05:15.800 | 8     |
| 2   | Giacomo Agostini  | MV Agusta         | +2:39.000   | 6     |
| 3   | Derek Woodman     | MZ                | +1 giro     | 4     |
| 4   | Kelvin Carruthers | Metisse-Aermacchi | +1 giro     | 3     |
| 5   | Heinz Rosner      | MZ                | +1 giro     | 2     |
| 6   | Dan Shorey        | Norton            | +2 giri     | 1     |

## Classe 250

### Arrivati al traguardo
| Pos | Pilota           | Moto    | Tempo     | Punti |
| --- | ---------------- | ------- | --------- | ----- |
| 1   | Phil Read        | Yamaha  | 46:40.600 | 8     |
| 2   | Bill Ivy         | Yamaha  | +53.500   | 6     |
| 3   | Ralph Bryans     | Honda   | +1:38.800 | 4     |
| 4   | Heinz Rosner     | MZ      | +3:01.800 | 3     |
| 5   | Ginger Molloy    | Bultaco | +1 giro   | 2     |
| 6   | Gyula Marsovszky | Bultaco | +1 giro   | 1     |

## Classe 125

### Arrivati al traguardo
| Pos | Pilota           | Moto   | Tempo     | Punti |
| --- | ---------------- | ------ | --------- | ----- |
| 1   | Bill Ivy         | Yamaha | 39:38.900 | 8     |
| 2   | Phil Read        | Yamaha | +23.100   | 6     |
| 3   | Stuart Graham    | Suzuki | +30.200   | 4     |
| 4   | Klaus Enderlein  | MZ     | +1 giro   | 3     |
| 5   | Thomas Heuschkel | MZ     | +1 giro   | 2     |
| 6   | László Szabó     | MZ     | +1 giro   | 1     |

## Fonti e bibliografia
- Risultati della 500 su autosport.com, su autosport.com.
- "Motor" n° 29 del 21 luglio 1967, su motorracehistorie.nl. URL consultato il 1º luglio 2011 (archiviato dall'url originale il 4 marzo 2016).